# Krajta mřížkovaná

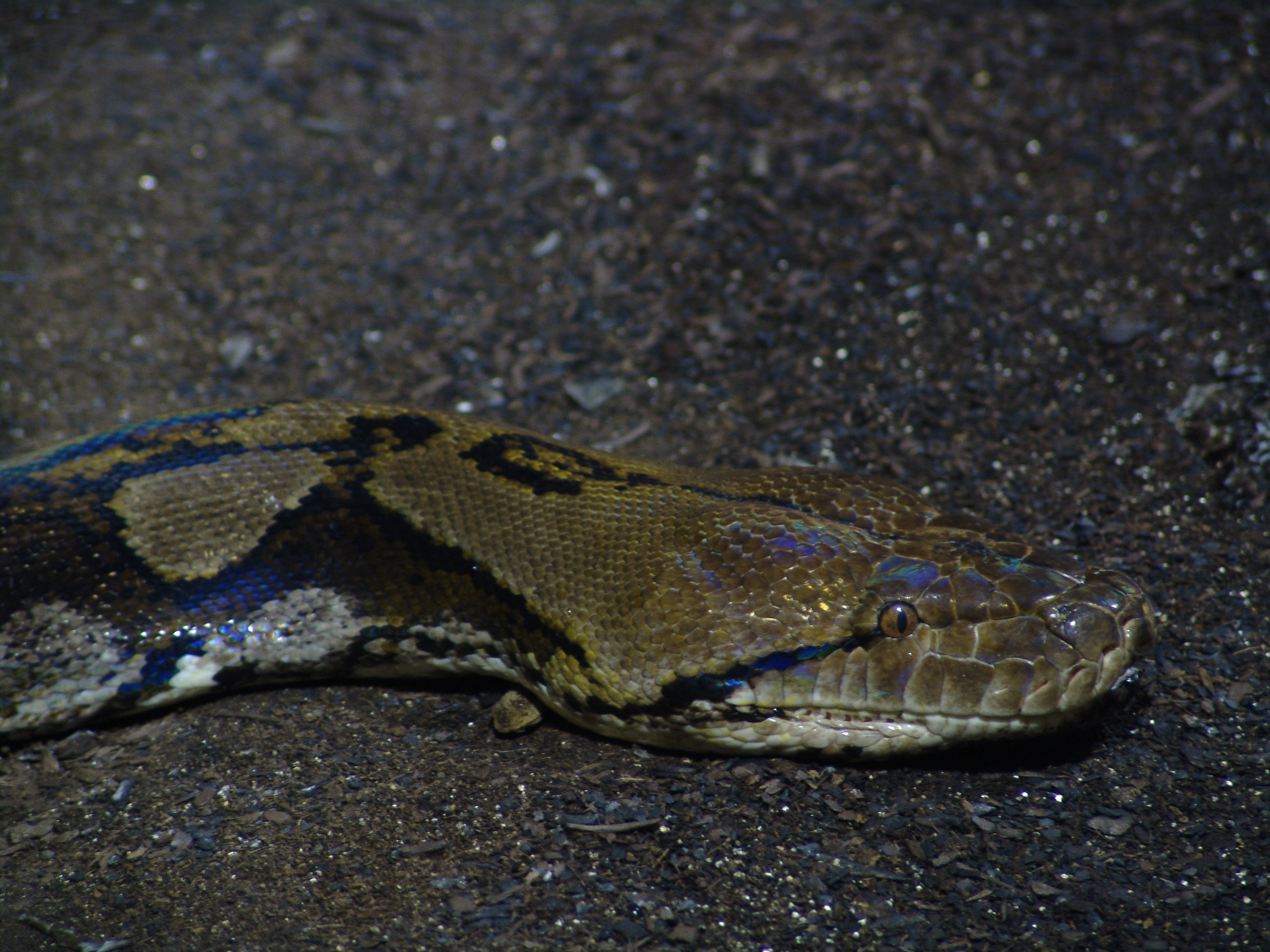
detail hlavy

Krajta mřížkovaná (Python reticulatus) je had z čeledi krajty. Přestože se udává, že dosahuje délky až přes 12 metrů, nejdelší udávaný jedinec (zabitý roku 1912 na ostrově Celebes), jenž byl změřen, měl 9,76 m. Neexistuje ale dostatek zdrojů, které by tento rekord mohly doložit a potvrdit. Nejdelší doložený rekord náleží krajtě mřížkované chované v Pittsburské zoologické zahradě, která byla změřena v listopadu 1956 a jež dosahovala délky 8,7 metru. Již několik ověřených volně žijících jedinců však přesáhlo hranici sedmi metrů a i díky tomu je krajta mřížkovaná považována za nejdelšího hada na světě. Je též považována za druhého nebo třetího nejtěžšího hada světa, v hmotnosti ji předstihuje jen o málo kratší, ale zavalitější anakonda velká a snad i krajta tygrovitá. Nutno podotknout, že jde o maximální hodnoty, kterých hadi běžně nedosahují.

## Výskyt
Krajta mřížkovaná obývá jihovýchodní Asii, Indonésii a Filipíny. Preferuje podmáčené a pobřežní lesní porosty, mokřady, močály a rýžová pole. Dobře šplhá po stromech a velice ráda se koupe, často vydrží ve vodě celé hodiny. Její kořistí jsou převážně drobní savci, ptáci, nebo plazi, poblíž lidských obydlí si nezřídka upytlačí slepici či menší selátko. Mohutní jedinci si dokonce troufnou na živočichy typu divokých prasat, telat buvolů, antilop, jelenů a dokonce i na lidi (jde však o velmi vzácné případy spíše „sebeobranného“ typu, obvykle se člověka bojí a vyhýbá se mu).

## Vzhled
Krajta druhu Python reticulatus je had dorůstající běžně délky 5–6 metrů, nejdelší změřený a řádně zdokumentovaný jedinec z Pittsburské zoo měl 8,7 metru. V posledních letech byl ovšem tento rekord zpochybňován a Guinnessova kniha rekordů uvádí jako nejdelšího jedince chovaného v zajetí hada jménem Medusa z Missouri o délce 7,67 m. Jako u jiných hadů, i zde jsou barevné diference. Často je svrchu žlutavá nebo hnědavá s velkými žlutými (přibližně kosočtverečnými) skvrnami s tmavým okrajem, které daly této krajtě druhové jméno.

## Rozmnožování
K páření dochází v říjnu až listopadu. Po 3–4 měsících gravidity snáší samice okolo 50 vajec, výjimečně jich může být ale až 100. Je starostlivou matkou, svoji snůšku obtáčí, zahřívá a chrání svým mohutným, svalnatým tělem. Inkubační doba je tak jako u většiny plazů závislá na teplotě a pohybuje se mezi 54–105 dny. Vylíhlá mláďata měří okolo 50 cm a ihned se o sebe dokáží postarat sama. Tito plazi potřebují 10 až 20 let na to, aby vyrostli do hmotnosti kolem 60 kilogramů. Jejich růst je tedy velmi pomalý.

## Ohrožení
Jediným nebezpečným nepřítelem pro dospělého hada je člověk. Krajty se stávají obětí poptávky po své krásně vzorované kůži a ve své domovině jsou nemilosrdně pronásledovány a loveny. Pro místní obyvatele představují také vítané zpestření jídelníčku a některé vnitřní orgány navíc využívá tradiční medicína.

## Rekordy
Přes nejednotnost zdrojů se krajtě mřížkované přisuzuje několik rekordů:
- nejdelší had světa (zabit 1912 na ostrově Celebes) – 9,76 m (nepotvrzeno)
- nejdelší had chovaný v zajetí – Colossus (ZOO v Pittsburghu (Pensylvánie) 8,7 m (zpochybněno)
- nejdelší had chovaný v zajetí – Medusa (Kansas City, Missouri) 7,67 m (ověřeno)

V dubnu 2016 byl v Malajsii odchycen jedinec o udávané délce okolo 8 metrů, záhy však uhynul a nebyl dosud oficiálně přeměřen.

## Chov v zajetí
Krajta mřížkovaná je velmi silný, rychlý a často útočný had. Vzhledem ke své velikosti a povaze není dospělá krajta mřížkovaná vhodná pro chov v bytových podmínkách. Problémy činí velké nároky na prostor, hygienu a potravu, k níž patří vedle morčat a potkanů i slepice, králíci nebo dokonce selata. Kousavé a nervózní krajty mohou svými zuby člověku způsobit hluboké a krvavé rány, pokud při útoku obtočí člověka smyčkami svého těla, může střetnutí s krajtou skončit fatálně. Při manipulaci s většími jedinci je nutná spolupráce alespoň dvou, nebo raději více osob. Krajty mřížkované by proto měly být chovány pouze v zoologických zahradách a jiných specializovaných zařízeních.